# Peter McParland
Peter James McParland (* 25. April 1934 in Newry; † 4. Mai 2025) war ein nordirischer Fußballspieler.

## Werdegang
McParland begann seine Karriere beim Dundalk FC. Er gewann 1957 mit Aston Villa das Finale des FA Cups und trug mit zwei Toren zum Sieg bei. Insgesamt trat er 341-mal für Aston Villa an und erzielte dabei 120 Tore.
McParland trat auch für Nordirland bei der Fußball-Weltmeisterschaft 1958 an und erzielte dort fünf Treffer, darunter beide Tore beim 2:2 gegen Titelverteidiger Deutschland und beide Tore beim 2:1-Sieg im Entscheidungsspiel um Platz zwei in Gruppe 1 gegen die Tschechoslowakei, die sein Team ins Viertelfinale brachten. Auch aufgrund der zusätzlichen Belastung durch das bei den folgenden Turnieren abgeschaffte Entscheidungsspiel, verloren die Nordiren im Viertelfinale mit 0:4 gegen Frankreich.
Insgesamt absolvierte er 34 Länderspiele.

## Einzelnachweis
1. ↑  Tributes paid after death of NI and Aston Villa legend Peter McParland. In: belfasttelegraph.co.uk. 5. Mai 2025, abgerufen am 5. Mai 2025 (englisch).